# Château de Saint-Laurent
Le château de Saint-Laurent est situé à Châtel-de-Neuvre, en France.

## Localisation
Le château est situé sur le territoire de la commune de Châtel-de-Neuvre, dans le département de l'Allier, en région Auvergne-Rhône-Alpes. Il se trouve en contrebas du bourg, entre celui-ci et l'Allier.

## Description
Le château est composé d’un corps de logis unique flanqué vers la rivière Allier  d'une tour circulaire et d'une tour carrée à l'opposé. L'ensemble est typique du Bourbonnais, il est augmenté par la présence d'une grosse tour circulaire servant de colombier. Les lieux sont évoqués par Valery Larbaud dans son roman Allen.

## Historique
La colline de Châtel-de-Neuvre est un lieu occupé depuis l'Antiquité ainsi qu’en témoignent de nombreux vestiges archéologiques. C’est peut-être non loin de cet endroit que Jules César franchit l'Allier.
Il est à remarquer que le château porte le même nom que l'église du village, dédiée à saint Laurent.